# Stiftung Sicherheit im Sport
Die Stiftung Sicherheit im Sport ging hervor aus der Arbeitsgemeinschaft Sicherheit im Sport und gründete sich aus einem Großteil ihrer Mitgliedsorganisationen und beteiligten Personen am 19. Mai 2015. Als operative Stiftung mit Sitz in Bochum hat sie sich zum Ziel gesetzt, die Anzahl und Schwere von Unfällen, Verletzungen und Schäden im Sport zu reduzieren. Hierzu entwickelt sie Präventionsmaßnahmen und will das Bewusstsein für diese Thematik in der Bevölkerung wecken.

## Ziel und Inhalte
Die Stiftung möchte das Sporttreiben deutschlandweit sicherer gestalten. Dieses Ziel wird besonders verwirklicht durch:
- die Förderung, das Initiieren und Realisieren/Durchführen von Projekten zur Erforschung von Fragen zur Entstehung, Prävention und den Folgen von Sportunfällen, -verletzungen und -schäden,
- die Förderung des Wissenstransfers sowie des Informationsaustausches zwischen den sich mit dem Zweck der Stiftung befassenden Institutionen und Personen,
- die Förderung des Sports mittels qualifizierender Maßnahmen für Sportlehrer/innen, Übungsleiter/innen und Trainer/innen zur praktischen Umsetzung der gewonnenen Erkenntnisse und
- die Förderung der stärkeren Wahrnehmung der Thematik in der Politik, der Öffentlichkeit, bei Sporttreibenden sowie handelnden Personen und Organisationen im Sport.

Darüber hinaus ist die Stiftung Unterzeichner der Selbstverpflichtungserklärung der Initiative Transparente Zivilgesellschaft.

## Stifter
Folgende Institutionen sind Stifter und ihre Vertreter sind Mitglieder der verschiedenen Stiftungsgremien:
- ARAG Allgemeine Versicherungs-AG, Düsseldorf
- Deutscher Olympischer Sportbund e. V.
- Erwin Himmelseher Assekuranz-Vermittlung GmbH & Co. KG
- Landessportbund Nordrhein-Westfalen e. V.
- Ruhr-Universität Bochum
- Sporthilfe NRW e. V.
- TÜV SÜD Management Service GmbH, München

## Struktur
Die Stiftung wird vom geschäftsführenden Vorstand (David Schulz und Claus Weingärtner) geleitet. Sie sind das organische Bindeglied zwischen Aufsichtsrat, Beirat und Kuratorium. In der Stiftung arbeiten die folgenden Gremien für mehr Sicherheit im Sport zusammen:
- Aufsichtsrat
- Kuratorium
- Beirat

## Mitglieder des Aufsichtsrats
| Aufsichtsratsmitglied                  | Institution                                            |
| -------------------------------------- | ------------------------------------------------------ |
| Christian Vogée (Vorsitzender)         | ARAG Allgemeine Versicherungs-AG – Sportversicherung   |
| Ilja Waßenhoven (stellv. Vorsitzender) | Landessportbund Nordrhein-Westfalen                    |
| Kai Bockelmann                         | Erwin Himmelseher Assekuranz-Vermittlung GmbH & Co. KG |
| André Krauß                            | TÜV SÜD Managementservice GmbH                         |
| Petra Platen                           | Ruhr-Universität Bochum                                |
| Michaela Röhrbein                      | Deutscher Olympischer Sportbund e.V.                   |

## Mitglieder des Kuratoriums
| Kuratoriumsmitglied       | Institution                                                     |
| ------------------------- | --------------------------------------------------------------- |
| Mani Rafii (Vorsitzender) | vorm. Vorstandsmitglied der BARMER, Wuppertal                   |
| Jürgen Fischer            | Direktor des Bundesinstituts für Sportwissenschaft (BISp) a. D. |
| Stephan Mayer             | Bundesministerium des Innern, für Bau und Heimat                |
| Holger Niese              | Deutscher Olympischer Sportbund e. V.                           |
| Stefan Klett              | Landessportbund Nordrhein-Westfalen e.V.                        |
| Reinhard Rawe             | Landessportbund Niedersachsen e. V.                             |
| Martin Paul               | Ruhr-Universität Bochum                                         |
| Hedda Lausberg            | Deutsche Sporthochschule Köln                                   |
| Andrea Schumacher         | Bundesinstitut für Sportwissenschaft, Bonn                      |
| Martin Wonik              | Landessportbund Nordrhein-Westfalen e. V.                       |
| Peter Schaff              | TÜV SÜD                                                         |
| Frank Ullrich             | Deutscher Bundestag                                             |

## Mitglieder des Beirats
| Beiratsmitglieder              | Institution                        |
| ------------------------------ | ---------------------------------- |
| Sven Dieterich (kommis. Vors.) | Hochschule für Gesundheit, Bochum  |
| Klaus Möhlendick               | BARMER – Hauptverwaltung Wuppertal |
| Michael Pfitzner               | Universität Duisburg-Essen         |
| Barbara Halberschmidt          | Universität Münster                |
| Bernd Wolfarth                 | Charité                            |

## Projekte
In ihren Projekten arbeitet die Stiftung Sportorganisationen, Versicherungen, Krankenkassen, Hochschulen, Institutionen der Gesetzlichen Unfallversicherung und weiteren Institutionen im Sport zusammen. Beispielhafte Projekte sind:
- Qualifizierungsmaßnahmen für Übungsleiter, Trainer
- Blended Learning Modul „Sicherheit im Sport“ in der Übungsleiterausbildung gemeinsam mit dem Landessportbund Nordrhein-Westfalen und der VBG
- Erstellung einer „Handlungsempfehlung zur sicheren Nutzung nicht normierter Sport- und Bewegungsräume für den Sport der Älteren“ gemeinsam mit dem Landessportbund Nordrhein-Westfalen
- Gemeinschaftsprojekt „Schütze deinen Kopf“ mit der ZNS - Hannelore-Kohl-Stiftung und weiteren Partnern
- Entwicklung einer App zur Prävention von Knieverletzungen in Zusammenarbeit mit der BARMER
- Entwicklung eines Sicherheitskonzepts für Fitness-Locations im Rahmen des Gemeinschaftsprojekts des Deutschen Turner-Bunds und der BARMER
- Im aktuellen Projekt „Vereinssport in der Kommune – Mit Sicherheit verletzungsfrei“ wird ein umfassendes Konzept zur Reduzierung der Anzahl und Schwere von Sportverletzungen im Vereinssport anhand der drei Pilotkommunen Kreis Lippe, Stadt Krefeld und Stadt Rheine entwickelt. Dieses Projekt wird gefördert von der Staatskanzlei NRW. Darüber hinaus arbeitet die Stiftung Sicherheit im Sport mit dem Kuratorium für Verkehrssicherheit in Österreich und mit der Beratungsstelle für Unfallverhütung der Schweiz zusammen. Jährlich treffen sich die Organisationen zum Dreiländeraustausch und erarbeiten weitere Projektideen.